# سفارت ترکیه در تهران
سفارت ترکیه در تهران(به ترکی استانبولی: Türkiye Cumhuriyeti, Tahran Büyükelçiliği) سفارت رسمی جمهوری ترکیه در کشور ایران است. این سفارت‌خانه در تقاطع خیابان نادری و خیابان فردوسی تهران قرار دارد.
هم اکنون دریا اورس(به ترکی استانبولی: Derya Örs) سفیر ترکیه در ایران است. 

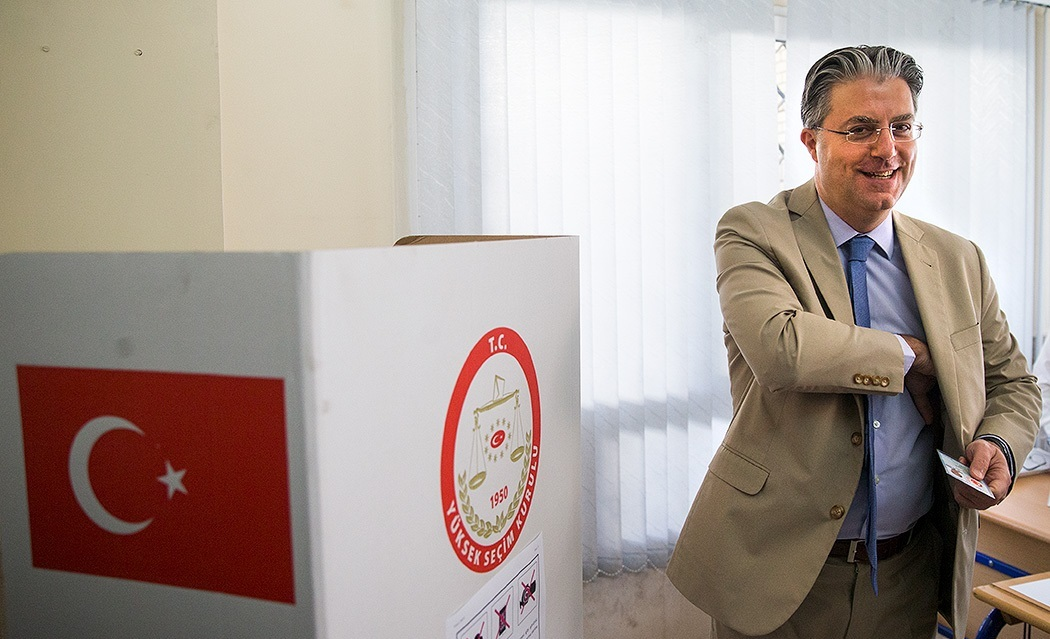
رضا هاکان تِکین سفیر ترکیه در ایران

## کنسولگری ها
- کنسولگری ترکیه در مشهد
- کنسولگری ترکیه در تبریز
- کنسولگری ترکیه در ارومیه